# Douchka (comédienne)
Pour les articles homonymes, voir Douchka.
Douchka, nom de scène de Chantal Arbatchewsky, est une comédienne française née le 30 décembre 1943 dans le 15e arrondissement de Paris et morte le 29 mai 1997 au Japon.

## Biographie
Née le 30 décembre 1943 d'un père officier russe réfugié en France après la révolution d'Octobre, Douchka est élève des cours de théâtre de Berton et Tania Balachova au début des années 1960. Cette dernière, d'origine russe, est alors très proche de la méthode du réalisme psychologique de Constantin Stanislavski. Son « théâtre-école » propose à l'époque une formation identique au travail fait par Lee Strasberg à New York au sein de l'Actors Studio et reprenant également la méthode de Stanislavski. La jeune comédienne est quelque peu livrée à elle-même depuis son très jeune âge.
Douchka habite dans le quartier des Invalides et fréquente le conservatoire municipal Darius-Milhaud du 14e arrondissement de Paris pour apprendre la guitare. Lors de l'automne 1961, elle rencontre Lucien Léger au conservatoire municipal.
Interrogée par la presse à cette époque, elle déclare « fai[re] du théâtre un peu malgré la réticence de [s]es parents et l'obligation de travailler à mi-temps comme coursière ». Elle déclare aimer farouchement le théâtre et être impressionnée par La Grotte, nouvelle pièce de Jean Anouilh.
Habitant le même quartier et partageant un amour pour les arts avec Lucien Léger, ils se lient d'amitié,. À la suite de son arrestation en juillet 1964, celui-ci est surnommé par la presse « L'étrangleur »,. Aux journalistes qui l'interrogent sur l'affaire de « L'étrangleur », Douchka tiendra des propos froids dans Paris Jour et ensuite acerbes dans Détective. Elle sera interrogée plusieurs fois par la police et ne se présentera pas au tribunal après avoir reçu une convocation.
Produites par le Théâtre de l'Atelier, de la société duquel elle fait partie, ses trois premières pièces de théâtre (Un mois à la campagne, L'Enterrement - Scène de la vie parisienne et Antigone) tournent jusqu'aux Pays-Bas,.
Douchka fait ses premières apparitions à la télévision dans des fictions historiques,. Elle interprète Jeanette Mion dans Jacquou le Croquant de Stellio Lorenzi. Ce même réalisateur dirige son amie Cécile Vassort cinq ans plus tôt. Elles ont aussi pour point commun d'avoir travaillé avec Michel Subiela. Aux côtés de Pierre Arditi, Douchka joue Yasmina dans Thibaud ou les Croisades d'Henri Colpi. En froid avec sa mère, la jeune Josiane Balasko — élève de Tania Balachova — trouve refuge chez Douchka. Elle est la partenaire de Michel Bouquet dans les films Le Dernier Saut et L'Humeur vagabonde d'Édouard Luntz. Capable de parler cinq langues, elle interprète ensuite en anglais à Londres et au Japon Les Veuves de François Billetdoux.
Elle joue le rôle de Madame Bainot dans Graine d'ortie d'Yves Allégret. Tout comme Françoise Lebrun et Jean Douchet, elle apparaît dans les deux œuvres marquantes de Jean Eustache, La Maman et la Putain en 1973 et Une sale histoire en 1977,,. Les principaux protagonistes du volet fiction de celle-ci sont Douchka et Michael Lonsdale. Une sale histoire est, selon le critique Jean Roy, le film manifeste de Jean Eustache, et la première remporte le Grand prix au festival de Cannes 1973,, et le Prix de la critique internationale. Le 24 août 1974, Douchka tient le rôle-titre d'Agathe ou L'avenir rêvé de Yves-André Hubert et Michel Subiela sur la première chaîne de l'ORTF,. Elle déclare le même jour dans les colonnes de Télé 7 jours :

« J'aime ce métier de perpétuelle découverte où jamais rien n'est acquis. Ce métier dur, où les gens sont sensibles et se conduisent comme des loups. »

— Douchka, Télé 7 jours
Toujours pour la télévision, elle apparaît dans la série Désiré Lafarge et plus précisément dans l'épisode Le printemps de Désiré Lafarge diffusé en 1978 et réalisé par Jacques Krier. En 1979, la deuxième version du documentaire La Rosière de Pessac de Jean Eustache débute par « Pour Douchka Arbatchewsky ».
Passionnée par le zen et la culture japonaise en général, Douchka quitte la France en 1977 et emménage par la suite dans les environs de Kyoto. Elle se marie, la cérémonie se tient à Sonobe. Le 29 mai 1997, elle meurt d'un cancer au Japon,,.

## Théâtre
- 1963 : Un mois à la campagne d'Ivan Tourgueniev, mise en scène et adaptation d'André Barsacq, décors et costumes Jacques Dupont, Théâtre de l'Atelier[28]
- 1965 : L'Enterrement - Scène de la vie parisienne d'Henry Monnier, mise en scène d'André Barsacq, Théâtre de l'Atelier et Pays-Bas[29]
- 1965 : Antigone de Jean Anouilh d'après Sophocle, mise en scène d'André Barsacq, Théâtre de l'Atelier et Pays-Bas[29],[30]
- 1968 : Notre petite ville de Thornton Wilder, adaptation de Jean Mauclair, mise en scène de Raymond Rouleau, décors et costumes Claudie Gastine, Théâtre Hébertot
- 1968 : Le Cygne noir de Martin Walser, adaptation de Gilbert Badia, mise en scène de Sacha Pitoëff, décors Nicolas Treatt, Théâtre Moderne[31]
- 1972 : Les Veuves de François Billetdoux, mise en scène de François Billetdoux, Vaison-la-Romaine, Paris, Londres, Japon
- 1972 : On dira que c'est le vent… de François Billetdoux[32]
- 1972 : Prière-apporter-des-oiseaux[33]
- 1973 : L'Avare de Molière, mise en scène de Jean-Simon Prévost, Festival d'Art dramatique d'Angers
- 1973 : Le Juif de Malte de Christopher Marlowe, mise en scène de Jean Le Poulain, Festival d'Art dramatique d'Angers
- 1975 : Omphalos Hôtel de Jean-Michel Ribes, mise en scène de Michel Berto, Théâtre national de Chaillot

## Filmographie
- 1965 : La Part du gâteau (TV) de Guy Labourasse : Danika[34]
- 1965 : Donadieu (TV) de Stellio Lorenzi : Judith[35],[36]
- 1966 : Un mois à la campagne (TV) d'André Barsacq : Katia créditée Nina Douchka[37]
- 1966 : Lazare le pâtre (TV) de Jean-Marie Coldefy, d'après la pièce de Joseph Bouchardy : Sylvia
- 1967 : Alerte à Jonzac (série Hommes de caractère) de Jean Kerchbron (TV) : Mathilde
- 1968 : Les Diables au village (TV) d'Yves Bernadou : Sabine
- 1969 : En votre âme et conscience (TV) - épisode L'affaire Deschamps ou La reconstitution de Jean Bertho : Cathy
- 1969 : Jacquou le Croquant (TV) de Stellio Lorenzi : Jeanette Mion
- 1969 : Thibaud ou les Croisades (TV) - épisode Les deux croix d'Henri Colpi : Yasmina
- 1970 : Le Dernier Saut d'Édouard Luntz : la serveuse
- 1971 : Des Christs par milliers de Philippe Arthuys : Marthe
- 1971 : Fait divers d'Alain Centonze[38],[39]
- 1971 : Une Fille par hasard (court métrage) de Claude Sokolowski[40].
- 1972 : L'Humeur vagabonde d'Édouard Luntz : la servante de l'hôtel
- 1972 : Je, tu, elles... de Peter Foldes
- 1973 : La Maman et la Putain de Jean Eustache : non créditée ou la femme au pansement[41].
- 1973 : Graine d'ortie (TV) d'Yves Allégret : Madame Bainot
- 1974 : Le Tribunal de l'impossible (TV) - épisode Agathe ou L'avenir rêvé de Yves-André Hubert et Michel Subiela : Agathe
- 1977 : Une sale histoire de Jean Eustache
- 1978 : Désiré Lafarge (TV) - épisode Le printemps de Désiré Lafarge de Jacques Krier : Lisette

## Comédienne homonyme
Elle ne doit pas être confondue avec son homonyme Douchka (parfois orthographié Doucheka), métisse aux yeux clairs, qui a tourné quelques films érotiques à la fin des années 1970 et au début des années 1980 pour Michel Berkowitch (La Fureur de jouir, 1978), Francis Leroi (Désirs sous les tropiques, 1979), et Gérard Kikoïne / Alan Vydra (Les Clientes, 1982).